# Hergiswil bei Willisau
Hergiswil bei Willisau ist eine politische Gemeinde im Wahlkreis Willisau des Kantons Luzern in der Schweiz.

## Geographie
Die Gemeinde ist auch unter den Namen Hergiswil am Napf und Hergiswil LU bekannt, um sie von dem am Fuss des Pilatus liegenden Hergiswil NW zu unterscheiden. Die weitflächige Gemeinde besteht aus Hügel- und Bergland nördlich des Napfs. Die Zersiedelung in eine grosse Anzahl von Einzelgehöften, Häusergruppen und Weilern ist typisch für diese Gebirgslandschaft, ähnlich wie im Entlebuch.
Die Grenze zur Gemeinde Willisau geht vom Hängst (ein Berg östlich des Napfs; 1372 m ü. M.) im Süden entlang des Chrachebachs bis Waldighüsli (905 m ü. M.), wendet sich dann Richtung Nordosten bis zur Kaltenegg (1040 m ü. M.) und folgt dann dem Lauf der Buechwigger bis zum Weiler Rohrmatt (665 m ü. M.). Dieses Tal der Buechwigger heisst Chanzelgraben. Das ganze Gebiet am linken (westlichen) Ufer gehört zur Gemeinde Hergiswil, dasjenige am rechten (östlichen) Ufer zu Willisau. Das Haupttal der Gemeinde liegt jedoch entlang des Laufs der Änziwigger. Sie entspringt beim Napf (1406 m ü. M.) und fliesst in nördlicher Richtung ins Tal hinunter. Zahlreiche Bäche aus den kleinen Nebentälern münden in sie ein. Die Bedeutendsten sind der Wissebach, der Riterelochbach und der Dürstebach von rechts und der Holzbach und der Fürbach von links. Der Oberlauf beider Bäche ist stark bewaldet; weiter unten überwiegen die Rodungen. Hauptsiedlung ist das aus mehreren Teilen bestehende Dorf Hergiswil (647 m ü. M.). Weitere grössere Siedlungen sind: der Ortsteil Hübeli (2,6 km südlich; 704 m ü. M.), Opfersei (östlich von Hübeli; 707 m ü. M.), Unterskapf (östlich von Opfersei; 861 m ü. M.) und St. Joder (5 km südöstlich vom Dorf; 945 m ü. M.) im sogenannten Hinterland – und Mörisegg (1,4 km nordöstlich des Dorfs; 708 m ü. M.) als grösster Weiler im sogenannten Unterland.
Von der Gemeindefläche von 3137 ha werden 59,0 % landwirtschaftlich genutzt; 36,0 % (vor allem im Hinterland) sind mit Wald und Gehölz bedeckt, und nur 4,7 % sind Siedlungsfläche (Stand 2015/16).

## Bevölkerung
Bis 1850 wuchs die Bevölkerung durch einen hohen Geburtenüberschuss rasch (1816–1850: + 23,1 %). In den fünfzig Jahren bis 1900 fiel sie durch Abwanderung in die Industriegebiete massiv (1850–1900: − 22,0 %) – bis 1880 langsam, danach schneller. Im ersten Jahrzehnt des 20. Jahrhunderts stagnierte sie, wuchs dann bis 1930 wieder (1910–1930: + 10,3 %). Nach einer weiteren Stagnationsphase von 20 Jahren folgte eine weitere starke Abwanderungswelle bis 1980 (1950–1980: − 19,2 %). Ab 1990 begann ein leichtes Wachstum, welches bis heute (schwächer werdend) anhält (1990–2010: + 2,3 %).
Quelle: Bundesamt für Statistik; 1850 bis 2000 Volkszählungsergebnisse, 2010 ESPOP, seit 2011 STATPOP

### Sprachen
Die Bevölkerung benutzt als Alltagssprache eine hochalemannische Mundart. Bei der letzten Volkszählung im Jahr 2000 gaben 97,95 % Deutsch, 0,83 % Albanisch und 0,33 % Serbokroatisch als Hauptsprache an.

### Religionen – Konfessionen
Früher war die gesamte Einwohnerschaft Mitglied der römisch-katholischen Kirche. Durch Zuwanderung aus anderen Regionen und dem Ausland hat sich dies geändert. Heute (Stand 2000) sieht die religiöse Landschaft wie folgt aus: Es gibt 86,07 % römisch-katholische, 7,52 % evangelisch-reformierte und 0,44 % freikirchliche Christen. Daneben findet man 1,66 % Konfessionslose und 0,55 % Muslime.

### Herkunft – Nationalität
2022 zählte die Gemeinde 1910 Einwohner. Davon waren 1780 Schweizer Staatsangehörige und 130 (= 6,8 %) Menschen anderer Staatsangehörigkeit. Die grössten Zuwanderergruppen kommen aus Deutschland (60 Menschen) und Italien (9).

## Geschichte

Luftbild (1968)

Der Ort erscheint erstmals unter dem Namen Hergiswile im ältesten Güterrodel des Klosters Einsiedeln aus den Jahren 1217/1222. Die Oberherrschaft wechselte von den Grafen von Lenzburg zu den Habsburgern. Diese setzten die Freiherren von Hasenburg als örtliche Verwalter ein. Nach deren Aussterben übernahmen die Grafen von Aarberg-Valangin die Regentschaft. Sie verkauften mit Zustimmung der Habsburger die gesamte Grafschaft Willisau, zu der Hergiswil gehörte, im Jahr 1407 an die Stadt Luzern. Bis 1798 war der Ort ein Teil der Landvogtei Willisau. Danach gehörte er bis 1803 zum helvetischen Distrikt Willisau – seither zum damals neu geschaffenen Amt Willisau.

## Politik

### Gemeinderat
Der Gemeinderat Hergiswil bei Willisau besteht aus fünf Mitgliedern und ist wie folgt aufgestellt (Amtsdauer 2020–2024):
- Urs Kiener (FDP): Gemeindepräsident
- Pius Hodel (Die Mitte): Gemeindeammann
- Monika Kurmann (Die Mitte): Sozialvorsteherin
- Markus Kunz (Die Mitte)
- Renate Ambühl (SVP)

### Kantonsratswahlen
Bei den Kantonsratswahlen 2023 des Kantons Luzern betrugen die Wähleranteile in Hergiswil bei Willisau: Mitte (mit JMitte und Mitte60+) 51,78 %, SVP 29,78 %, FDP 12,77 %, SP 2,57 %, Grüne 2,23 % und glp 0,87 %.
Die Kantonsratswahlen 2023 führten in Hergiswil bei Willisau zu grossen Verschiebungen. Die Mitte verlor 8,4 %, bleibt aber stärkste Kraft. Die SVP ging mit einem Plus von 10,2 % als grosse Wahlgewinnerin hervor und konnte so ihre Position als zweitstärkste Kraft stärken. Die FDP verlor 1,0 %. Die GLP, welche im Wahlkreis Willisau zum ersten Mal zu Kantonsratswahlen antrat, konnte die Bevölkerung von Hergiswil nicht überzeugen und holte nur 0,9 % der Stimmen. Auch die anderen Parteien sind in Hergiswil bedeutungslos.

### Nationalratswahlen
Bei den Schweizer Parlamentswahlen 2023 betrugen die Wähleranteile in Hergiswil bei Willisau:  Die Mitte 51,1 %, SVP 34,7 %, FDP 7,6 %, SP 1,8 %, Grüne 1,4 %, glp 0,9 %, übrige 2,5 %.

## Verkehr
Die Gemeinde ist grösstenteils durch die Postautolinie Willisau-Hübeli erschlossen. In Willisau gibt es eine Bahnstation der Bahnlinie Wolhusen-Huttwil-Langenthal. Die Gemeinde liegt abseits der Hauptstrassen. Die nächstgelegenen Autobahnanschlüsse sind Dagmersellen in 17 km und Sursee in 18 km Entfernung, beide an der A2.

## Sehenswürdigkeiten

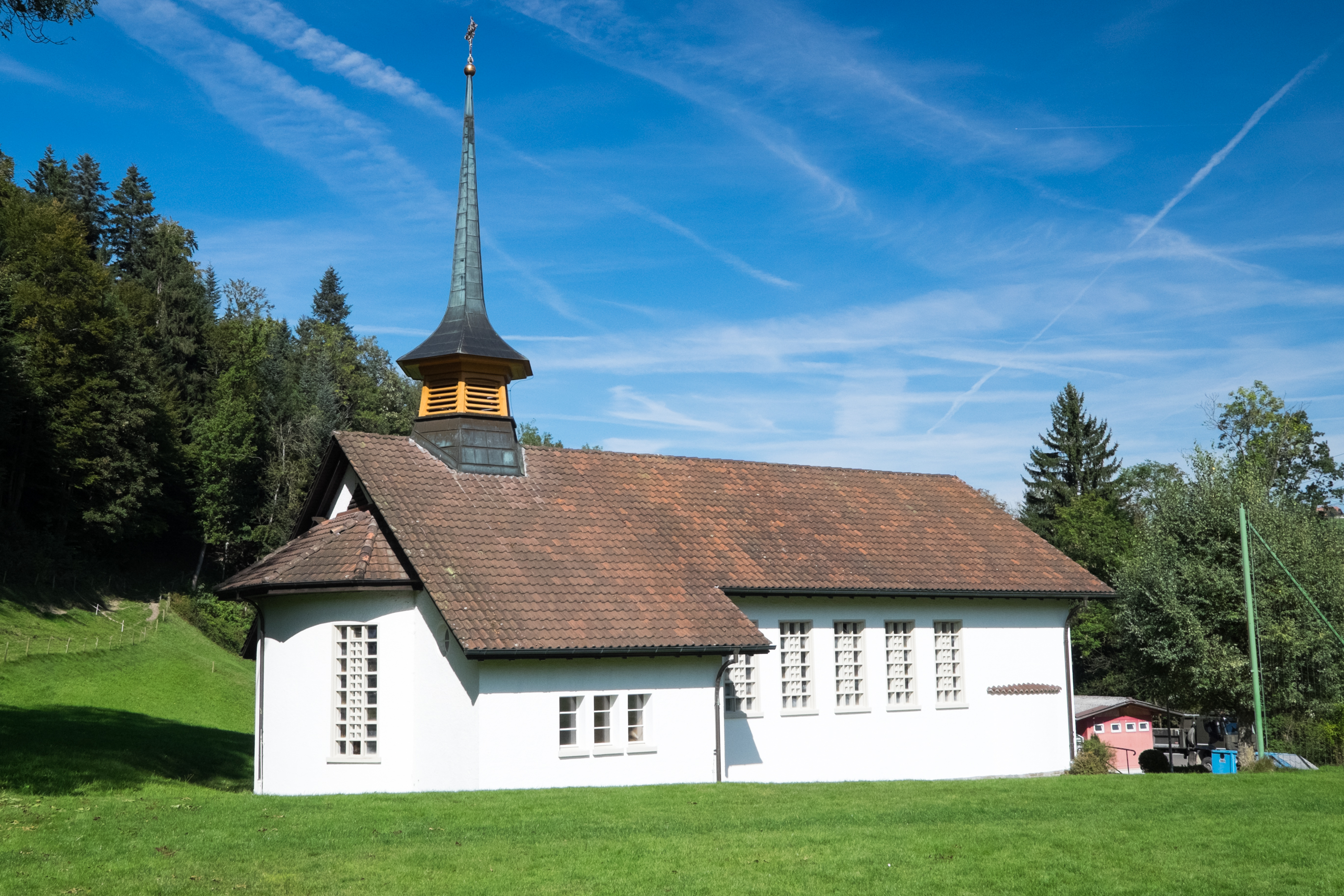
Wegkapelle Hübeli

Die Pfarrkirche St. Johannes der Täufer ist ein monumentales, klassizistisches Werk von 1840–1842. Das Äussere ist sachlich und streng. Entwerfer ist Josef Weibel aus Luzern.
Im Dorf befinden sich mehrere Häuser, darunter auch das ehemalige Schulhaus und heutige Gemeindehaus, welche die Einwanderung von Italienern zur Zeit um 1900 bezeugen. Bauleiter war jeweils Luigi Macchi, der aus dem italienischen Varese stammte.
Etwa drei Kilometer vom Dorf in Richtung Napf befindet sich die Muttergotteskapelle im Weiler Hübeli. Sie wurde 1951 erbaut. Anlass waren die Verschonung vom Zweiten Weltkrieg sowie die weite Entfernung zur Pfarrkirche. Entwerfer war der Seelsorger Adolf Bösch aus Richenthal. Ein Grossteil der künstlerischen Ausstattung stammt von Albert Wider aus dem sankt-gallischen Widnau.

## Bilder

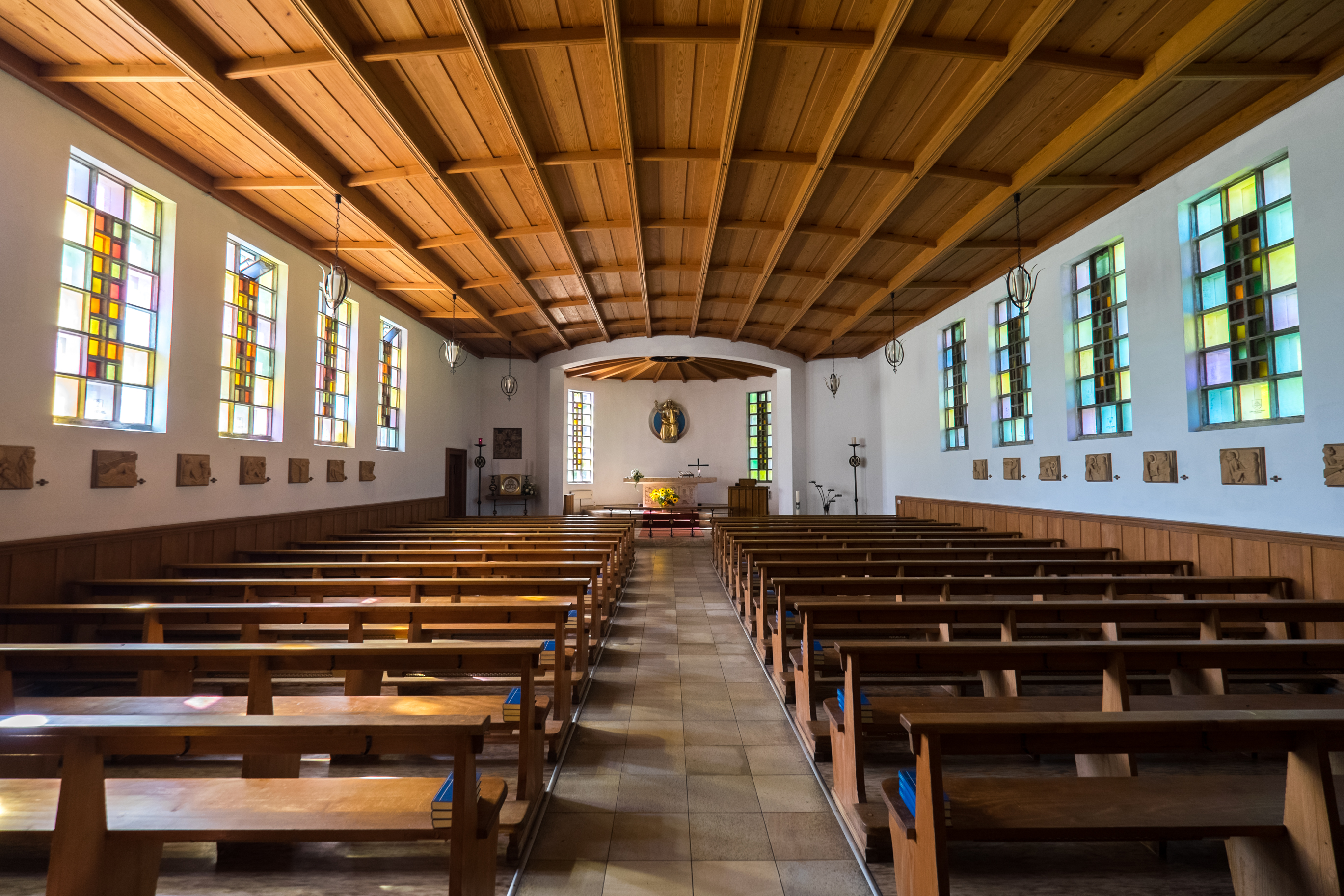
Innenansicht der Wegkapelle Hübeli
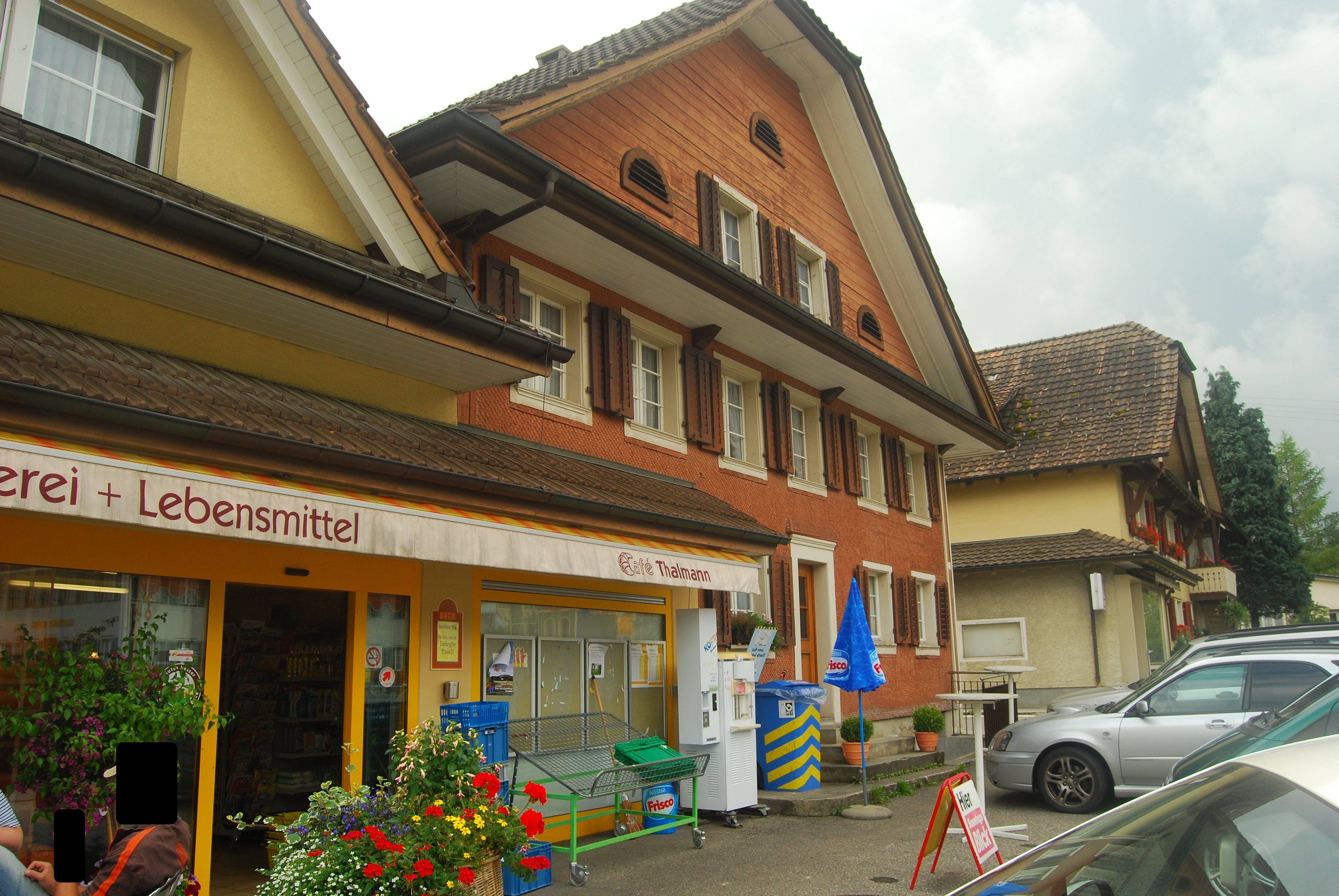
Bäckerei-Café Thalmann
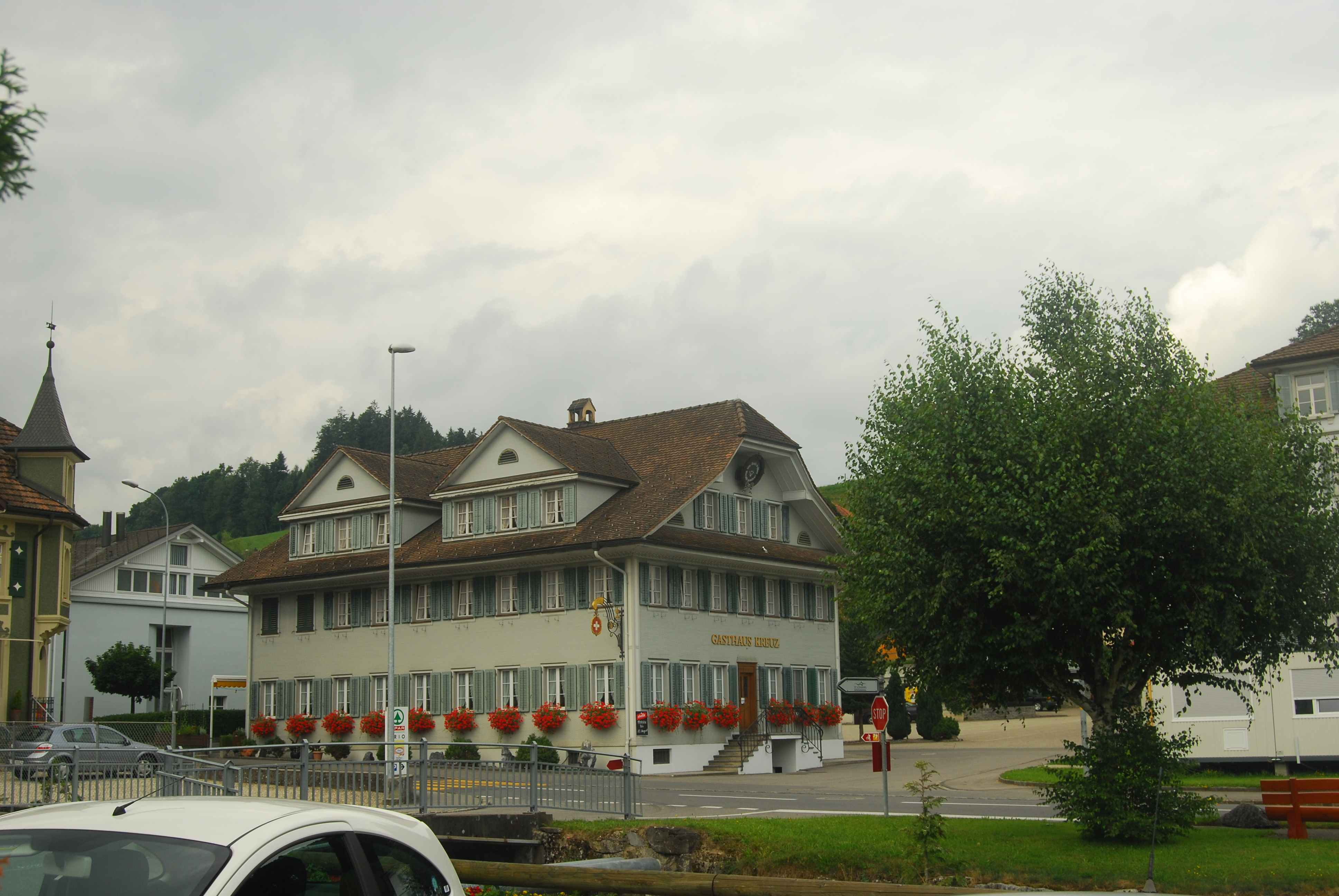
Gasthaus Kreuz
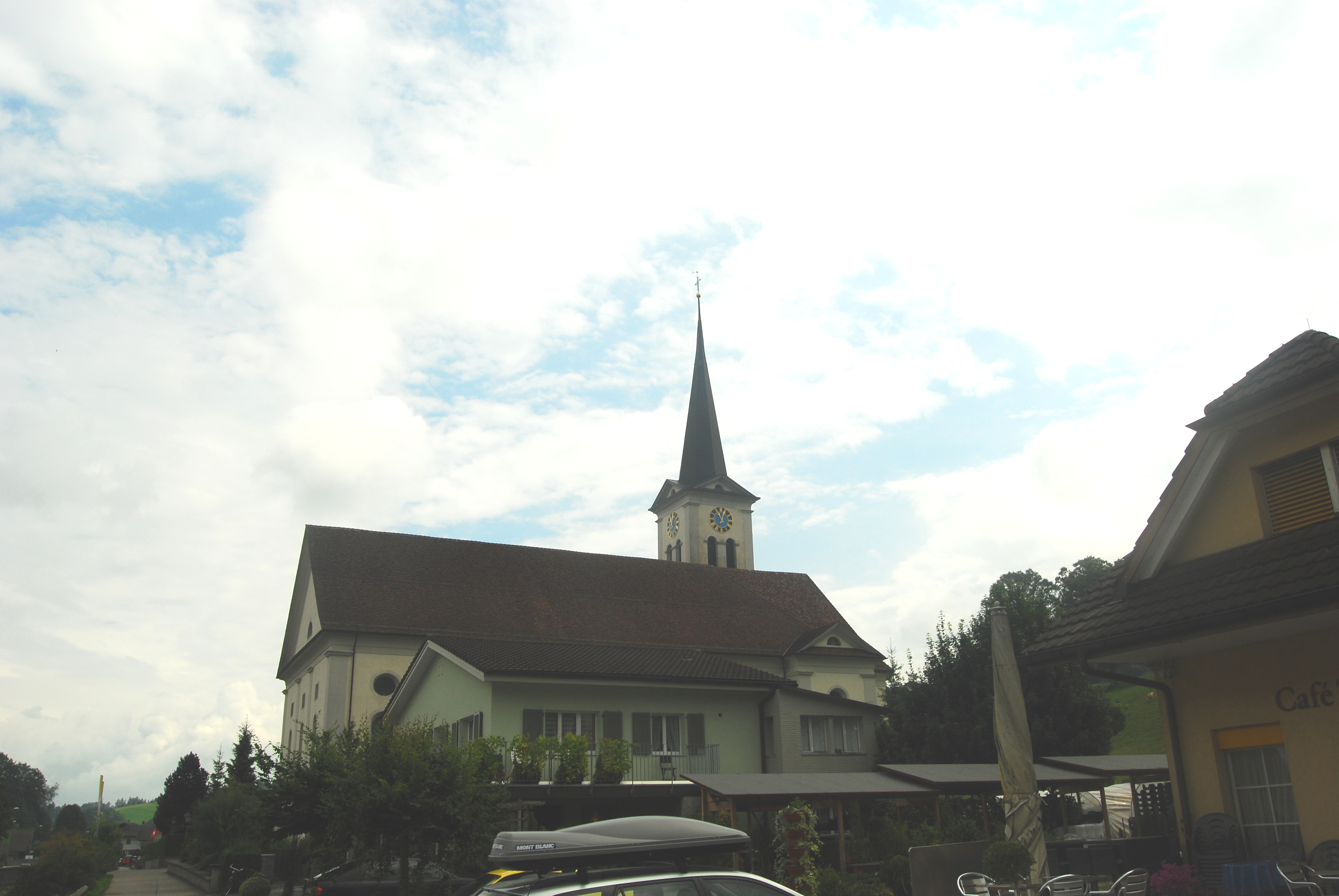
Katholische Pfarrkirche
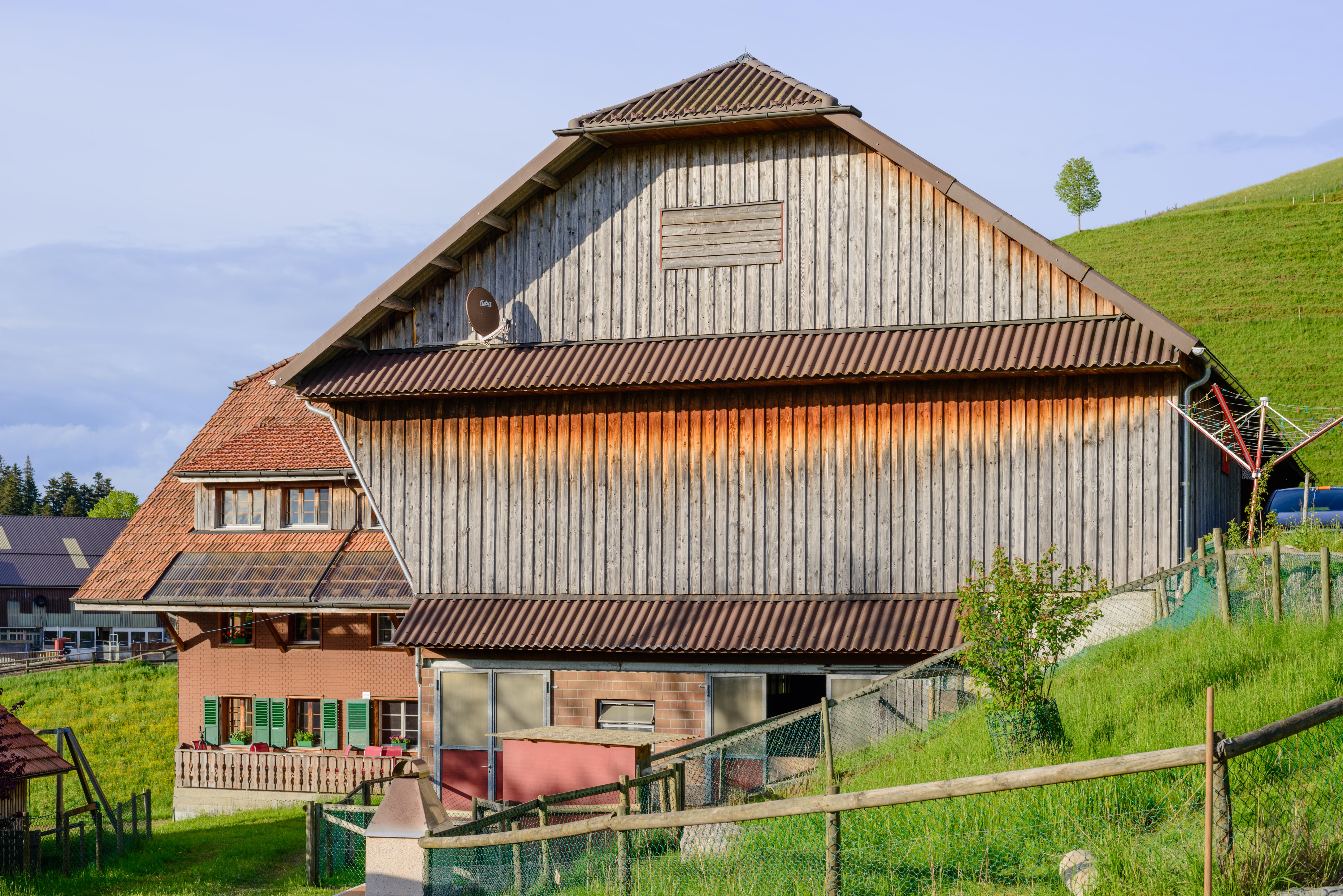
Bauernhaus
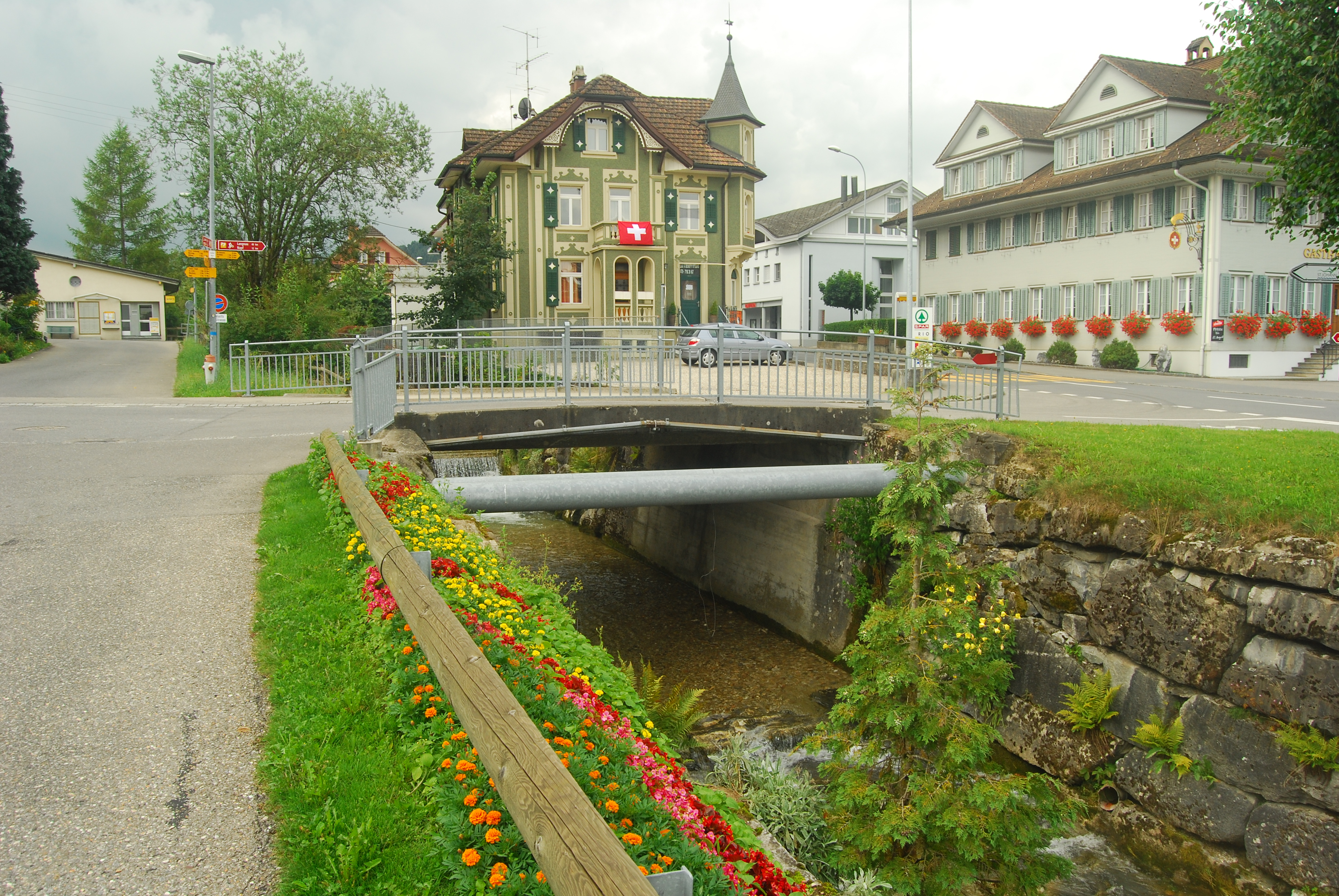
Änziwigger
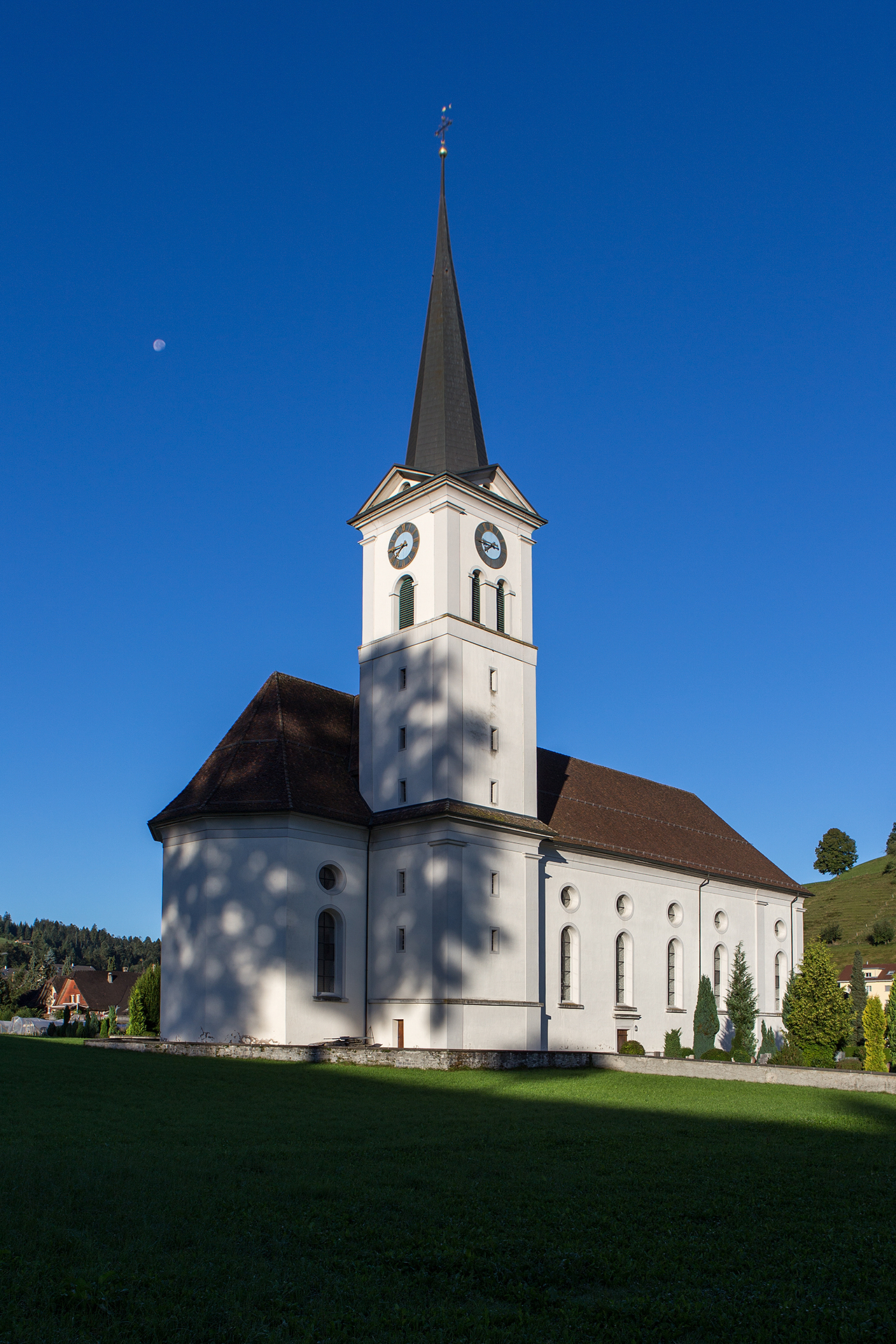
Pfarrkirche St. Johannes der Täufer
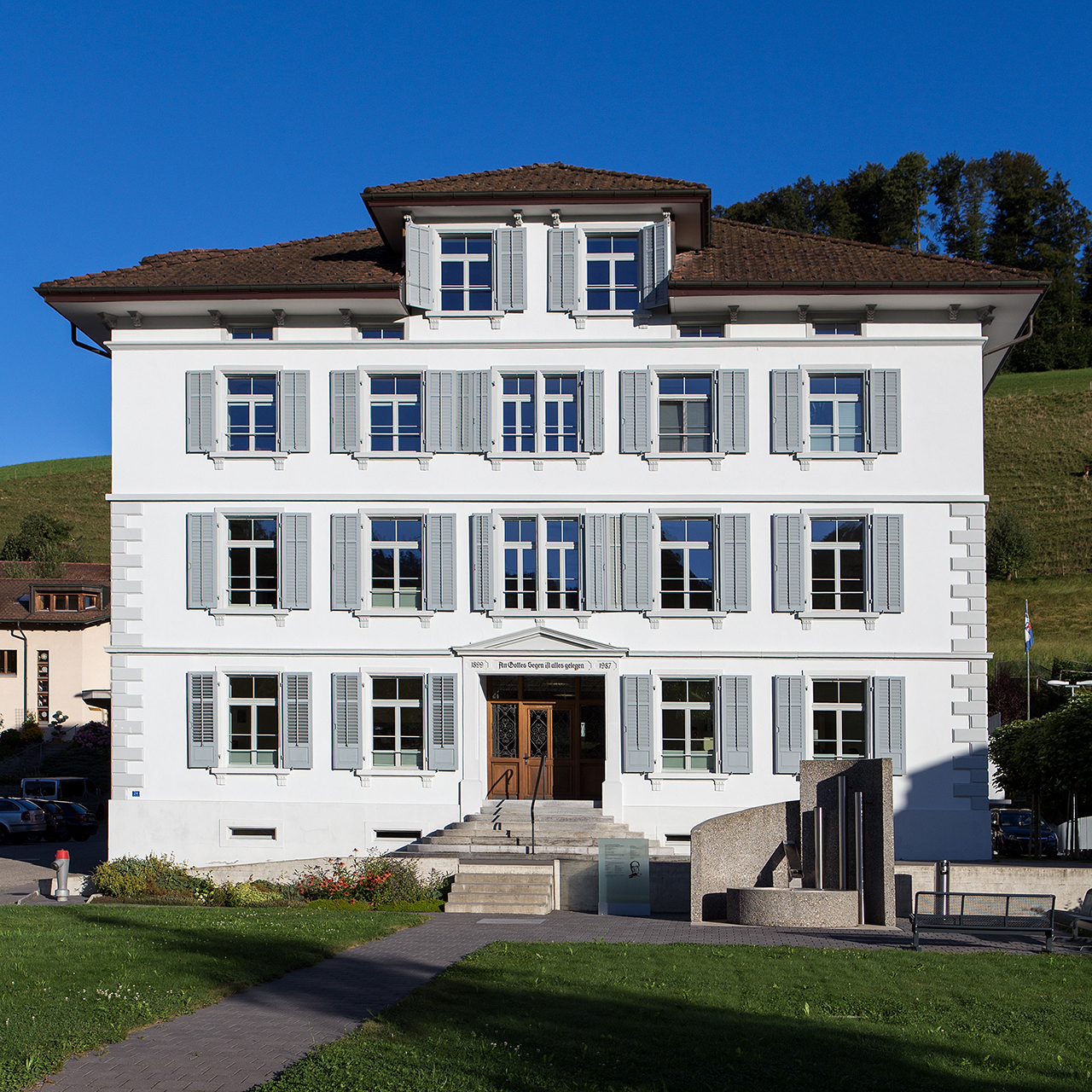
Gemeindeverwaltung
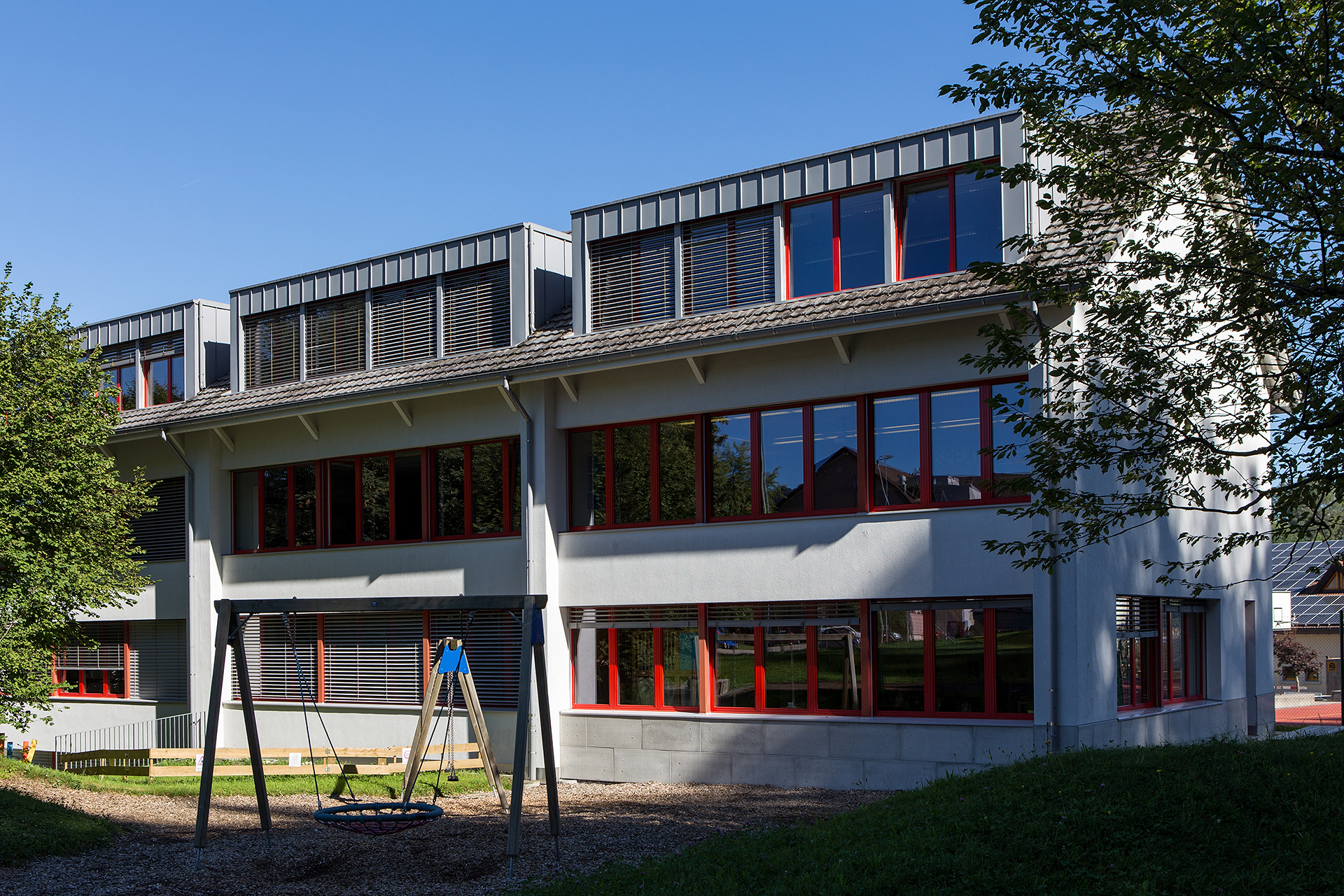
Schulhaus

## Persönlichkeiten
- Josef Zihlmann (1914–1990), Ehrenbürger. Volkskundler, Flurnamen- und Mundartforscher, Mundartdichter, Autor und Publizist.
- Monika Müller (* 1969), Künstlerin.